# DCF77

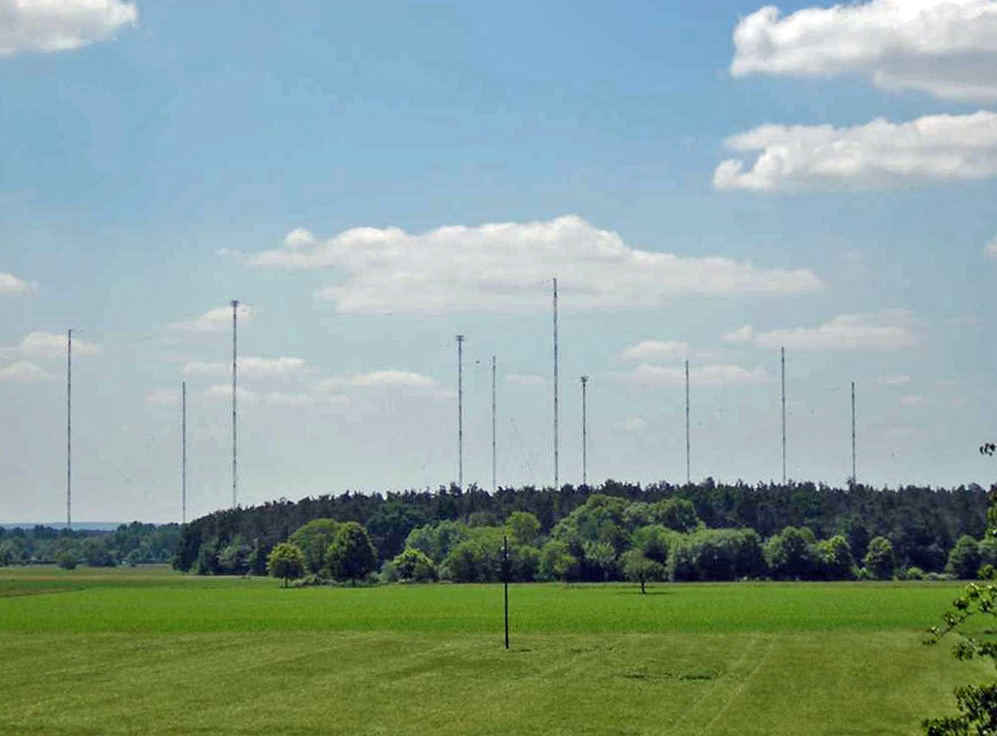
Антенны передатчика DCF77 в Майнфлингене

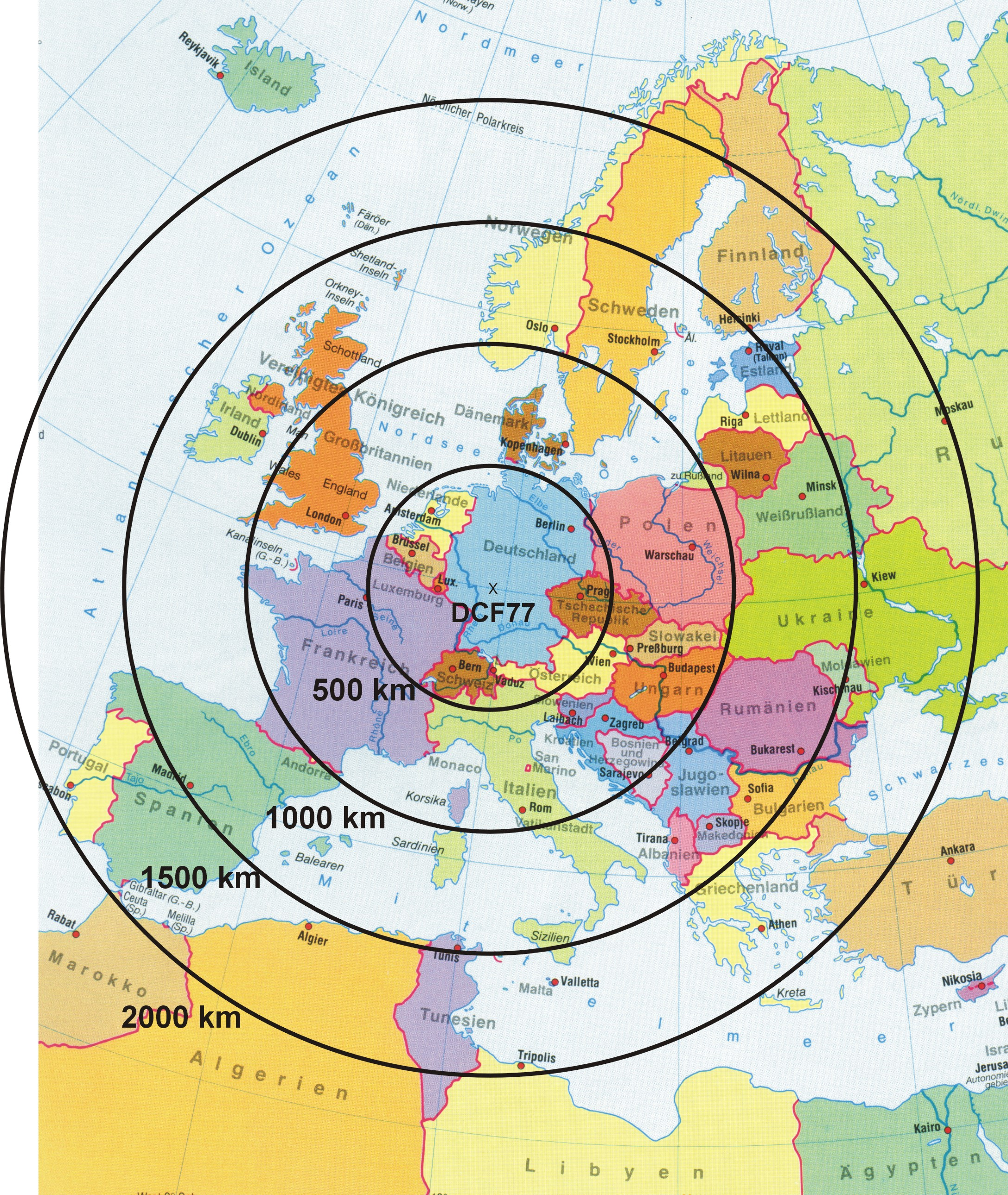
Распространение сигнала DCF77 в Европе. Сила сигнала, принимаемого на расстоянии 2000 км, обычно достаточна для коммерческих приёмников

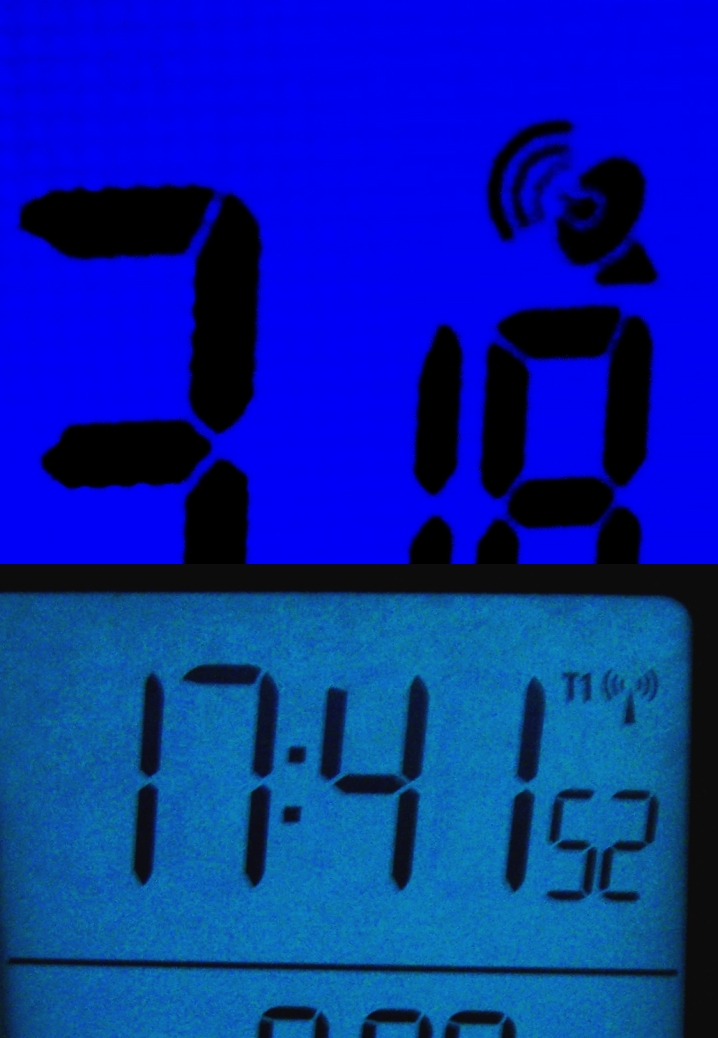
Символы уверенного приёма радиосигнала DCF77 на дисплеях бытовых часов

DCF77 — позывной длинноволнового передатчика точного времени и частоты, обеспечивающий функционирование, среди прочего, часов с автоматической синхронизацией (англ. radio controlled), а также систем телеметрии в Европе.

## Основные положения
Передатчик DCF77 находится в Майнфлингене, Германия (в 25 км к юго-востоку от Франкфурта-на-Майне) и работает на частоте 77,5 кГц с мощностью 50 кВт.
Информационный сигнал передаётся каждую минуту с 0-й по 58-ю секунды. Опознавательный позывной DCF77 внесён в список МКРЧ (ныне МСЭ-R), посылается трижды в час (два раза подряд) в коде Морзе (между 20-й и 32-й секундами 19-й, 39-й и 59-й минут). Аббревиатура состоит из индексов D — Deutschland, C — передатчик в длинноволновом диапазоне, F — Франкфурт, число 77 обозначает несущую частоту в 77,5 кГц.
Передатчик эксплуатируется подразделением Дойче Телеком. Сигнал состоит в ведении Физико-технического федерального учреждения в Брауншвайге. Посылался с 1959 года как сигнал эталонной частоты, с 1973 года стал содержать данные о дате и времени.
Сведения о точном времени формируются на основании данных, полученных от трёх атомных часов, погрешность составляет меньше одной секунды в один миллион лет. Сигнал точного времени, транслируемый передатчиком DCF77, является официальным в ФРГ.
Приём сигнала DCF77, в зависимости от времени суток и года, может быть осуществлён на максимальном расстоянии от 1900 км (днём) до 2100 км (ночью). Известны случаи приёма сигнала передатчика DCF77 на территории Канады и Урала.[значимость факта?]
В ночь с 19 на 20 февраля 2024 года сигнал DCF77 был принят под Иркутском в посёлке Молодёжный - настенные немецкие часы Junghans, корректирующиеся строго по DCF77, перевелись на 7 часов назад от местного времени. В Иркутске стояла ясная ночь с температурой на улице -37 градусов Цельсия. Расстояние от Майнфлингена до точки приёма по прямой - 6152,5 км.[значимость факта?]

## Описание сигнала
Передаётся амплитудно-манипулированный сигнал, содержащий данные в двоично-десятичной форме (по 1 биту данных в каждой секунде сигнала). Девиация частоты за 1 сутки < 10−12, за 100 суток — < 2 · 10−12.
Посылаемый в течение минуты пакет данных содержит сведения о погоде, сигнале тревоги, летнем/зимнем времени (в UTC+1 (MEZ/MESZ)), дату (в том числе день недели) и пр.
Дополнительно содержится информация о начале и конце действия летнего времени, о сбоях в системе.
Биты данных сигнала формируются путём уменьшения амплитуды несущей до 15 % в начале каждой секунды на 0,1 с («0») или на 0,2 с («1»).
Продолжительность передачи всей последовательности — 59 секунд. Значения битов:
| 0      | начало; всегда 0 |
| 1–14   | Информация о погоде компании Meteotime, а также информацию о гражданской защите                                          |
| 15     | R: 0=обычная, 1=запасная антенна (с 2003 года)                                                                           |
| 16     | A1: 1=предупреждение о смене часового пояса (передаётся в течение часа)                                                  |
| 17, 18 | Z1,Z2: зимнее/летнее время. 0,1=MEZ (Центральноевропейское время, зимнее); 1,0=MESZ (Центральноевропейское летнее время) |
| 19     | A2: предупреждение о наличии коррекции секунд (передаётся в течение часа)                                                |
| 20     | S: стартовый бит для данных о времени; всегда 1                                                                          |
| 21–24  | единицы минут (веса 1, 2, 4, 8)                                                                                          |
| 25–27  | десятки минут (веса 1, 2, 4)                                                                                             |
| 28     | P1: бит чётности для битов 21-27                                                                                         |
| 29–32  | единицы часов (веса 1, 2, 4, 8)                                                                                          |
| 33–34  | десятки часов (веса 1, 2)                                                                                                |
| 35     | P2: бит чётности для битов 29-34                                                                                         |
| 36–39  | единицы дня месяца (веса 1, 2, 4, 8)                                                                                     |
| 40–41  | десятки дня месяца (веса 1, 2)                                                                                           |
| 42–44  | день недели (веса 1, 2, 4)Понед. - 1, воскр. - 7.                                                                        |
| 45–48  | единицы месяца (веса 1, 2, 4, 8)                                                                                         |
| 49     | десятки месяца (вес 1)                                                                                                   |
| 50–53  | единицы года текущего века (веса 1, 2, 4, 8)                                                                             |
| 54–57  | десятки года текущего века (веса 1, 2, 4, 8)                                                                             |
| 58     | P3: бит чётности для битов 36-57                                                                                         |
| 59     | не передаётся (амплитуда не уменьшается, кроме случая с коррекцией секунд: 59 - "0", 60 - амплитуда не уменьшается)      |

Примечания
1. Коррекция секунд — дополнительная или отсутствующая секунда, вводится или исключается для согласования UTC и UT1 (см. секунда координации).
2. Биты A1 и A2 передаются в соответствующих случаях для предупреждения автоматики часов-приёмника, которая может заблокировать неожиданное изменение течения времени, сочтя его помехой или ошибкой.
3. Нетрудно видеть, что числовые данные передаются в десятичной системе поразрядно (BCD).
4. Сигнал не имеет возможности аутентификации и легко может быть подделан.
5. Кодированный сигнал, передающийся на текущую минуту, содержит данные о времени, действительные в последующей минуте после передачи, т. е. в сигнале, транслируемом в 14:30, будет зашифровано время 14:31.

## Погодные данные
С ноября 2006 года в сигнал включены данные о погоде в 60 регионах Европы, что даёт возможность приёма прогноза погоды сроком на 4 дня. Данные передаются с помощью проприетарного протокола Meteo Time Protokoll, стоимость лицензии включена в стоимость декодера. Метеоданные поставляет швейцарская фирма Meteo Time GmbH. Информация отображается в виде символов (до 15 символов): облачность, сила и направление ветра (8 баллов и 9 направлений) и текстовой информации: вероятность осадков в процентах, штормовые и специальные предупреждения о грозовой активности, возможности гололёда, содержании озона и дисперсии пыли в воздухе.

## Другие страны
Похожие службы точного времени существуют в других странах. Например, в России (RWM, RBU, RTZ и другие), США (WWVB, WWV), Великобритании (MSF), Японии (JJY), Китае (BPC, BPL), на Тайване. Содержание и форматы сигналов никак не стандартизированы и зависят от станции. До 6 сентября 2012 года подобная станция (HBG) работала в Швейцарии на частоте 75 кГц.

## Приём в России
Россия не входит в зону обслуживания этого передатчика.  Приём радиостанции DCF77 в России возможен, но затруднён. Чем ближе к западной границе России, тем выше вероятность приёма радиостанции DCF77. На открытой в сторону радиостанции местности (отсутствие вблизи высоких домов, холмов) приём будет лучше. Более высокое расположение приёмника  (высокий этаж, холм) также способствует улучшению приёма. На европейской части России приём DCF77 почти везде возможен три и более раз в неделю в ночное время при условии низкого уровня местных помех. У западных границ России при использовании высоконаправленных и узкополосных антенн приём возможен и в дневное время. При сочетании нескольких благоприятных факторов приём возможен на очень большом удалении, например, за Уральскими горами, благодаря двойному скачку волны. Обычно это может случиться холодными зимними ночами в период максимальной солнечной активности (высокое число Вольфа) и при низком уровне местных помех.